# Luz-blues, w niebie same dziury / Bogowie i demony
„Luz-blues, w niebie same dziury” / „Bogowie i demony” – pierwszy singel wokalistki pop rockowej Urszuli i zespołu Budka Suflera wydany w 1982 roku przez Tonpress. Kompozytorem utworów jest Romuald Lipko, a autorem tekstów Marek Dutkiewicz. 
Obie piosenki odniosły spory sukces na krajowych listach przebojów zwłaszcza na Liście Przebojów Jedynki dotarły odpowiednio na 4. i 5. miejsce. W 1983 zostały nagrane ponownie w innej aranżacji i umieszczone zostały na debiutanckiej płycie wokalistki wydanej w czerwcu tego samego roku. W piosence „Bogowie i demony” na gitarze udziela się Jan Borysewicz, który w tamtym czasie grał w Budce Suflera. 
Teledysk do utworu „Luz blues w niebie same dziury” miał swoją premierę 31 grudnia 1982 w programie TVP Sylwestrowy przekładaniec.

## Spis utworów
| Strona A                                                                           |
| ---------------------------------------------------------------------------------- |
| „Luz-blues, w niebie same dziury” (muz. Romuald Lipko; sł. Marek Dutkiewicz) 04:49 |
| Strona B                                                                           |
| „Bogowie i demony” (muz. Romuald Lipko; sł. Marek Dutkiewicz) 04:31                |

## Twórcy
- Urszula – wokal
- Budka Suflera – zespół towarzyszący

W 2014 Urszula nagrała nowe wersje tych utworów i umieściła je na płycie Wielki odlot 2 – Najlepsze 80-te.
„Luz-blues, w niebie same dziury” to chyba pierwszy w historii polskiego popu przykład udanego wykorzystania estetyki reggae. Urszula objawia tutaj w pełni swój zmysłowy image – jawiąc się ucieleśnieniem erotycznych marzeń wszystkich ówczesnych dwudziestolatków. Piosenka w zawoalowany sposób wskazuje bowiem na seks, jako jedyną radość w szarzyźnie schyłkowego Peerelu. Oto najpierw pojawia się opis totalnej beznadziei tamtejszej rzeczywistości: „Gdy świat w kawałki na twych oczach rozpadł się/ gdy nie ma już ucieczki nawet w tępy sen”, a potem w refrenie dostajemy obietnicę ekstatycznego pocieszenia: „Luz-blues, skóra chce do skóry/ Słodki, słodki ból/ do utraty tchu”. To klucz do ówczesnego sukcesu Urszuli: takie teksty działały na wyobraźnię młodych ludzi, sprawiając, że słuchanie jej przebojów i uczestnictwo w jej koncertach było swego rodzaju erotycznym spełnieniem, jawiącym się jednakże również jako gest politycznego buntu - pisze w swojej recenzji dziennikarz muzyczny Paweł Gzyl na portalu Onet.pl.